# 7635 Carolinesmith
7635 Carolinesmith è un asteroide della fascia principale. Scoperto nel 1983, presenta un'orbita caratterizzata da un semiasse maggiore pari a 3,0871143 au e da un'eccentricità di 0,1030718, inclinata di 11,10463° rispetto all'eclittica.